# Salenia phoinissa
Salenia phoinissa is een zee-egel uit de familie Saleniidae.
De wetenschappelijke naam van de soort werd in 1908 gepubliceerd door Alexander Agassiz & Hubert Lyman Clark.